# River Wylye
River Wylye är ett vattendrag i Storbritannien.   Det ligger i riksdelen England, i den södra delen av landet, 130 km väster om huvudstaden London.